# ロボットベンチャー
ロボットベンチャーとは、ロボット技術やロボット製造に関連する革新的な製品・サービスを開発し、急成長を目指すスタートアップ企業を指す。
対象は産業用ロボット、協働ロボット、サービスロボット、具体的には飲食関係（調理ロボット、接客ロボット、配膳ロボット）、医療・介護関係（医療用ロボット、介護ロボット、パワードスーツ）、農業用ロボット、自動運転技術など多岐にわたり、AIやIoT、機械学習を活用した技術開発が特徴である。

## 概要
ロボットベンチャーは、労働力不足や高齢化社会への対応、生産性向上を背景に、日本国内外で注目を集めている。
日本のロボットベンチャーは、経済産業省の「J-Startup」プログラムやベンチャーキャピタルからの資金調達を通じて成長を加速させている。一方で、海外ではシリコンバレーを中心に、ヒューマノイドや自動配送ロボットの開発が進んでいる。

## 特徴
ロボットベンチャーの主な特徴は以下の通りである。
- 技術革新 - AI、センサ、ソフトロボティクスなどの先端技術を活用し、従来のロボットを超える機能を提供。
- 急成長志向 - 短期間での市場拡大やIPO（株式公開）、M&A（企業買収）を目標とする。
- 多様な応用分野 - 製造業、物流、医療、農業、サービス業など、幅広い分野で活用。
- 資金調達 - ベンチャーキャピタルや政府支援（例：NEDO、J-Startup）を活用し、研究開発を推進。
- リスクと課題 - 高額な開発コスト、技術の標準化、市場競争が課題。

## 歴史
ロボットベンチャーの歴史は、2000年代のロボット技術の進化とスタートアップブームに端を発する。
その他、日本政府と各ベンチャーの意識の違いや予期せぬ突発的事象が絡んだ紆余曲折の歴史である。
- 2000年代 - アイロボット（米国）が家庭用掃除ロボット「ルンバ」を発売し、ロボットベンチャーの可能性を示す。
- 2008年2月、韓国で「知能型ロボット開発及び普及促進法」が成立。
- 2008年6月18日、国内ロボットベンチャーのテムザック、ビジネスデザイン研究所、ヴイストン、ゼットエムピー（後に「ROBO-HI株式会社」へ改称）は、ロボット市場の拡大を目的とする組織「次世代ロボット市場創造連盟」を設立。連盟の会長をテムザックの代表取締役髙本陽一とし、本部をビジネスデザイン研究所内に置いた[2]。
- 2010年代 - Universal Robots（英語版）（デンマーク）が協働ロボットを普及させ、日本でもMUJIN（ムジン）（2011年7月）やオリィ研究所（2012年）が設立。
- 2013年12月21日 - 東京大学発のロボットベンチャーSCHAFT（シャフト）社の「S-ONE」がDARPAロボティクス・チャレンジ予選を最高得点で通過[3][注釈 2]。同社を率いる中西雄飛は伝説的研究者の井上博允が基礎を作った「東京大学情報システム工学研究室（JSK）」出身である[4][5]。
- 2016年5月31日 - トヨタ自動車が「GoogleからSCHAFTとボストン・ダイナミクスを買収か」と報道されるも成立せず。その後ソフトバンクが2社を買収と報じられる[6][7][8][9][10]が、これもSCHAFTに関しては成立しなかったことがその後の報道で判明する[11]。
- 2018年末 - SCHAFT解散[12]。
- 2019年3月 - 元SCHAFTのCEO、GITAIに参画と発表[12]。
- 2020年代 - コロナ禍での非接触需要や労働力不足を背景に、自動配送ロボット（例：（中国）無人配送車企業「九識智能（ZELOS）」[13]）や医療ロボットの開発が加速。2023年には、日本国内でロボット関連スタートアップの資金調達が230億円超（例：テレイグジスタンス）に達するなど、市場が拡大。
- 2023年10月 - GITAI、本社を東京から米国トーランスへ移転[注釈 3]。
- 2024年9月 - GITAI、本社を以前の4倍以上の広さを持つ新オフィスに移転[注釈 3]。

## 国際的な動向と政府の姿勢
世界各国でロボット開発促進の法整備が進む。
上述の通り、韓国の「知能型ロボット開発及び普及促進法」（2008年2月）は投資会社設立や公的機関購入で支援する制度だが、これと比較して、日本政府のロボットベンチャー育成の弱さに対する危機感を覚えた国内ベンチャー4社が同年6月に「次世代ロボット市場創造連盟」を設立するきっかけともなった。EUは2017年「ロボット民事法規則」を採択し倫理重視、米国はAIイニシアチブで研究支援、中国は国家戦略でロボット産業推進。
政府の姿勢は、韓国・中国は迅速でベンチャー成長を促す一方、EUは倫理枠組み構築に注力、米国は民間主導で規制緩やか。日本は技術革新と安全性のバランス重視で、対応はやや遅め。

## 主なロボットベンチャー企業
以下は、日本国内外の代表的なロボットベンチャー企業である。

### 日本
- 産業用ロボット分野
  - アールティ - 食品工場で人の隣に並んで盛り付け作業ができる人型協働ロボット「Foodly」を開発。
  - ソラリス - ソフトロボット技術を活用し、製造や建設現場での実用化を推進。
  - MUJIN（ムジン） - 産業用ロボットの知能化技術を開発。2023年に123億円の資金調達。
  - LexxPluss - 自律走行ロボット(AMR)の「Hybrid-AMR」をはじめ、物流倉庫や製造工場向けの製品を開発・販売。ロボットの情報を無償で公開するなど、オープンソースのビジネスモデルが特徴[14]。

- サービスロボット分野
  - AGRIST（アグリスト） - 2019年創業。100年先も続く持続可能な農業を目指し、テクノロジーで農業課題を解決する農業DXベンチャー[15]。
  - Inaho（イナホ） - 2017年設立。自動野菜収穫ロボットのサービスを展開。農家の高齢化や担い手・人手不足解消に向けた「スマート農業」を提案しており、国内初の自動野菜収穫ロボットに、農作業に従事する事業者の注目を集める[16]。
  - コネクテッドロボティクス - 2014年設立。調理ロボットサービスを開発・提供。たこ焼きやコンビニ向けのホットスナック、ロボットによる食洗などの調理ロボットをレンタルとして貸し出し、月額サブスクリプションの定額課金モデルで提供する（RaaSサービス）。これまで、ハウステンボスやイトーヨーカドーのフードコート「ポッポ」などへの導入実績がある[16]。
  - スマートロボティクス（株式会社アウトソーシングテクノロジー） - 2004年設立。自動運転配送ロボットや農業用収穫ロボットの開発の他、ロボット技術導入コンサルティングなどを手がける[17]。
    - 2024年12月、合併により社名「アウトソーシングテクノロジー[18]」、ブランド名「Protrude（プロトリュード）」[19]へそれぞれ変更。

  - スマイルロボティクス - 東大発ベンチャー。トヨタ自動車株式会社パートナーロボット部、SCHAFT Inc.、Google Xを経て、2019年6月創業。下膳ロボットを開発。
  - ゼットエムピー（ROBO-HI株式会社） - 自動運転ロボットや音楽ロボットプレーヤー、自動運転車椅子「ラクロ」[20]を開発。2001年に代表取締役社長 谷口恒が創業。
    - 2025年4月、社名を「ROBO-HI株式会社」へ変更[21]。

  - ソフトバンクロボティクス - 自律型ヒューマノイド・ロボットPepperや業務用清掃ロボット「AI清掃PRO」シリーズ、配膳ロボットServiで知られる。
  - TechMagic - 2018年2月1日創業。テクノロジーによる持続可能な食インフラの創造に取り組み、多様な調理ロボットを開発。ミッションとして「世界中に、調理・業務ロボットを提供する」を掲げる[22][23]。主な製品に、レストラン向けの炒め調理ロボット「I-Robo」シリーズや世界初のパスタ自動調理ロボット「P-Robo」など[24][25]。
  - テムザック - 警備、案内、家庭用（留守番ロボットの番竜シリーズ）、レスキューロボットの援竜シリーズ、二足歩行ロボットのWLシリーズ、その他遠隔操作型、農業用など様々なタイプのロボットを開発。
  - テレイグジスタンス - NEDOと共に、人間がロボットを遠隔操作する「テレイグジスタンス」技術を核とした拡張労働基盤(Augmented Workforce Platform)の開発促進事業を行なっており、そこで開発した「Model-T」を「ローソン Model T 東京ポートシティ竹芝店」へ導入している[26][27]。
  - ニューイノベーションズ - 「ロボカップジュニア」世界大会入賞経験者の中尾渓人が2018年に創業（当時18歳）。AIカフェロボット「root C（ルートシー）」やかき氷の全自動調理ロボット「Kakigori Maker」の開発で知られる[28]。2025年5月27日の資金調達と併せ、新たにハンバーガーの全自動調理ロボット「Burger Cooker」を発表。「小型化に注力し、家庭用の冷蔵庫程度の大きさにできた」とする[29]。
  - 未来機械 - 香川大学の研究者が操業。ソーラーパネルの清掃ロボットを製造している[30]。
  - ユカイ工学 - ライフスタイルで活用されるロボットの開発を目指し、家族をつなぐコミュニケーションロボット「BOCCO」や、しっぽのついたクッション型セラピーロボット「Qoobo（クーボ）」などを開発。

- 特殊環境用ロボット分野
  - GITAI Japan（ギタイ ジャパン） - 2016年設立。宇宙ロボットを専門に開発。米国の宇宙開発に積極的に関わり、米に本社がある日本企業である（本社：アメリカ合衆国デラウェア州、日本支社：日本国東京都目黒区[31][32][注釈 3]）。
  - SCHAFT（シャフト） - 東京大学の井上博允研究室のスピンアウト。2013年（米）Google傘下となるも、その後Googleはロボット革命が当初考えられていた以上に時間がかかるとの判断から二足歩行ロボット開発の中止を決定。SCHAFT（シャフト）はソフトバンクへの買収が報じられていたが、元SCHAFT（シャフト）社員がこれを拒否し、事業終了となった模様[33]。元SCHAFT社員は上記GITAI Japan社へ参画[12]。

- 構造、要素技術分野
  - AVITA（アビータ）[34] -
  - IOS株式会社（Innovative Operations Systems. Inc.）[35][36] -
  - ヴイストン - 産官学連携から生まれた企業で、サッカーをする二足歩行ロボットで知られる。
  - オリィ研究所 - 不登校の経験をもつ吉藤健太朗が2012年に設立。孤独を解消する1つの答えとして、人工知能（AI）ロボットを研究[37][38]、分身ロボット「OriHime」を開発し、遠隔コミュニケーションを支援[39][40]。社会参加の障壁を取り除くことを目指したテレバリスタプロジェクトへと繋がっている。
  - サイバーダイン - 本来パワードスーツであるが近年医療機器としての普及も進む「HAL（ハル）」[注釈 4]や掃除ロボットで知られる。
  - ツバメインダストリ - 搭乗型ロボットの企画、設計、製造を行う企業。
  - ビジネスデザイン研究所 -

### 海外
- 1X Technologies（英語版）（ノルウェー） - OpenAIと連携し、ヒューマノイドロボット（Humanoid robot）を開発。
- Agility Robotics（米国） - 複雑な環境下でも安定した歩行が可能なロボット「Digit」を開発。
- Boston Dynamics（米国） - 四足歩行ロボット「Spot」で知られる。
- Cartken（カートケン）（米国） - 2019年に米国シリコンバレー（カリフォルニア州オークランド）にて創業。AI技術を駆使した自動走行ロボットを開発[47][48]。
- Engineered Arts（英語版）（英国） - 人間に近い高度なレベルの表情やジェスチャーが可能なロボット「Ameca」を開発。
- German Bionic（ジャーマン・バイオニック）（独） - 産業用パワードスーツの「Cray X」を開発。2018年に日本市場へ参入し、19年8月より同製品を6か月または12か月のレンタルプランで提供（RaaS）。ビックカメラの物流施設への導入実績あり[16]。
- ギークプラス（中国） - 自律移動ロボット（AMR）の世界シェア首位のユニコーン企業、北京ギークプラステクノロジーカンパニーリミテッドと日本資本とのベンチャーとして2017年発足（2015年設立とも）。
- Hugging Face（ハギングフェイス）（英語版）（米国） - オープンソースAIコミュニティで知られるフランス系米企業。2025年4月14日、オープンソース人型ロボットを手がけるPollen Robotics（ポレン・ロボティクス）を買収[49]。歩行や腕の動作など66のアクチュエータ（駆動部）を持つヒューマノイドロボット｢HopeJR｣をおよそ3,000ドル（約47万円前後）という安さで2025年末に提供予定[50]。
- サヴィオーク（Savioke）（米国） - ホテル向けの自律配送サービスロボット（Delivery robot）「Relay（リレー）」を開発。
- Small Robot Company（スモールロボットカンパニー）（英国） - 2017年設立。農作物の栽培を小型ロボットによって自動化することを目指す[51]。
- 宇樹科技（Unitree Robotics）（中国） - 四足歩行ロボットやヒューマノイドを開発。2023年に200億円調達。
- Universal Robots（英語版）（デンマーク） - 協働ロボットのリーディングカンパニー。

## 市場動向
ロボットベンチャー市場は急速に成長している。富士経済によると、2025年の業務・サービスロボット関連の世界市場は14兆9,553億円に達する見込みで、2017年の8.3倍に拡大する。特に、サービスロボット（飲食店、介護施設向け）の市場は2025年に4兆6,569億円と予測される。
日本では、少子高齢化や労働力不足を背景に、経済産業省やNEDO（新エネルギー・産業技術総合開発機構）が支援を強化。海外では、シリコンバレーや中国の深センを中心に、AIや自動運転技術との融合が進む。

## 課題と展望
ロボットベンチャーは、技術革新による社会課題解決が期待される一方、以下のような課題がある。
- 技術的課題 - 安全性や信頼性の確保、標準化の遅れ。
- 経済的課題 - 高額な開発コストと市場競争。
- 社会的課題 - 労働者への影響や倫理的議論（例：AIの意思決定）。

今後は、AIの高度化や5G・VR技術の活用により、遠隔操作やスマートホームでの応用が拡大する見込み。高齢化社会や持続可能な製造業への貢献が期待される。